# 백제인
백제인(百濟人)은 고대 한반도의 백제에 거주하던 집단을 일컫는다.

## 역사
백제는 부여 계통의 예인(濊人) 지배층들의 중심으로 건국되어 건국되었다. 초기에는 부여 계통의 예인(濊人) 지배층들과 마한 계통의 토착민들로 구성되었지만 4세기 이후부터는 신라, 고구려, 왜, 및 중국 계통의 사람들이 백제의 지배층에 흡수되었다.
660년 백제 멸망 이후 의자왕을 포함한 백제인들 몇몇이 당나라로 끌려가고 나머지는 한반도에 남거나 일본으로 귀화하였으며, 점차 현지 주류 집단들에게 동화되어 소멸하였다.

## 성씨
《삼국사기》, 《삼국유사》 등에 의하면 백제의 시조 온조(溫祚)가 부여계 사람이기에 성을 부여씨(夫餘氏)로 했다고 한다.
그 외에 사(沙), 연(燕), 협(劦), 해(解), 진(眞), 국(國), 목(木), 백(苩), 왕(王), 장(張), 사마(司馬), 수미(首彌), 고이(古爾), 흑치(黑齒), 귀실(鬼室) 등 10여 개가 확인되었다.이들은 본래 복성(複姓)이 많았지만 중국에서 부여씨(扶餘氏)를 여씨(餘氏)로 표기했듯이 사씨는  사택(沙宅·沙吒)씨, 협씨와 목씨는 목협(木劦)씨, 국씨는 고이(古爾)씨, 연씨는 연비(燕比)씨, 진씨는 진모(眞牟), 조미(祖彌), 저미(姐彌) 등 다양하게 표기되었을 가능성이 존재한다.
이 중 8개의 큰 성씨인 백제 후기의 대표적인 8개의 귀족 가문 대성팔족이 존재했다.

## 특징
7세기 경에 쓰인 중국 《양서》(梁書)의 동이열전(東夷列傳)에서는 백제인에 대해 “백제인의 키는 크며 의복은 깨끗하다. 그 나라 가까이에 왜가 있어서 문신한 사람들도 꽤 있다. 지금의 언어와 복장은 고려(고구려)와 거의 같지만 걸을 때 두 팔을 벌리지 않는 것과 절할 때 한 쪽 다리를 펴지 않는 것은 다르다.”고 기록했다